# Pseudodidymocentrus excavatipennis
Pseudodidymocentrus excavatipennis är en skalbaggsart som beskrevs av Stefan von Breuning 1956. Pseudodidymocentrus excavatipennis ingår i släktet Pseudodidymocentrus och familjen långhorningar. Inga underarter finns listade i Catalogue of Life.